# Tick-Tock
A Tick-Tock (magyarul: Tik-tak) egy dal, amely Ukrajnát képviselte a 2014-es Eurovíziós Dalfesztiválon. A dalt az ukrán Maria Yaremchuk adta elő angol nyelven.
A dal a 2013. december 21-én rendezett ukrán nemzeti döntőben nyerte el az indulás jogát, ahol a zsűri és a nézői szavazatok együttese alakította ki a végeredményt. A dal a maximális 24 ponttal az első helyen végzett a 20 fős mezőnyben.
A dalt az Eurovíziós Dalfesztiválra teljesen átdolgozták; új hangszerelést, és új dalszöveget is kapott, melyet a 2011-es Eurovíziós Dalfesztivál győztes szövegírója, Sandra Bjurman jegyzett.
A dalt Koppenhágában először a május 6-i első elődöntőben adták elő, fellépési sorrendben kilencedikként a azeri Dilara Kazimova Start a Fire című dala után, és a vallon Axel Hirsoux Mother című dala előtt.
A május 10-én rendezett döntőben fellépési sorrendben elsőként adták elő a belarusz Teo Cheesecake című dala előtt. A szavazás során 113 pontot szerzett, ez a 6. helyet jelentette a huszonhat fős mezőnyben.